# Chernobyl Diaries
Chernobyl Diaries is een Amerikaanse horrorfilm uit 2012 onder regie van Bradley Parker. Warner Bros. bracht de productie op Memorial Day 2012 uit in de Verenigde Staten. Chernobyl Diaries verscheen in Nederland op 14 juni 2012 bij distributeur One Entertainment. Voor verschijning heette de film officieus The Diary of Lawson Oxford.

## Verhaallijn
Zes vrienden zijn op weg naar Moskou om daar vakantie te vieren. Ze besluiten om een tussenstop te maken in de verlaten stad Prypjat, waar in 1986 duizenden werknemers van de kerncentrale Tsjernobyl woonden. Wanneer de avond valt en ze samen met hun gids verder willen trekken, blijkt hun voertuig gesaboteerd en daardoor onbruikbaar is. Langzaam komen ze erachter dat ze niet alleen zijn in Prypjat.

## Rolverdeling
| Acteur              | Personage  |
| ------------------- | ---------- |
| Jonathan Sadowski   | Paul       |
| Jesse McCartney     | Chris      |
| Olivia Dudley       | Natalie    |
| Nathan Phillips     | Michael    |
| Ingrid Bolsø Berdal | Zoë        |
| Devin Kelley        | Amanda     |
| Dimitri Diatchenko  | Uri        |
| Alex Feldman        | Goldshmidt |
| Kristof Konrad      | Grotzky    |

## Ontvangst
De vereniging Friends Of Chernobyl Centers behartigt de belangen van de nabestaanden van de kernramp van Tsjernobyl en riep nog voordat Chernobyl Diaries in de bioscoop verscheen op tot een boycot. De vereniging vindt het belachelijk dat de makers munt willen slaan uit de tragedie.